# Лисаць (Дубровачко Примор'є)
42°50′ пн. ш. 17°49′ сх. д. / 42.84° пн. ш. 17.81° сх. д.
Лисаць (хорв. Lisac) — населений пункт у Хорватії, у Дубровницько-Неретванській жупанії у складі громади Дубровачко Примор'є.

## Населення
Населення за даними перепису 2011 року становило 36 осіб.
Динаміка чисельності населення поселення: